# Гептадекан

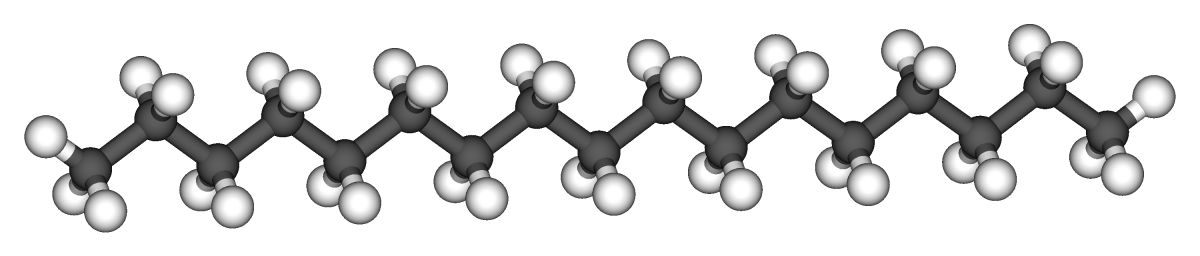
Гептадекан

Гептадекан CH3(CH2)15CH3 — ациклічний, насичений вуглеводень нормальної будови, рідина. Штучно отриманий Крафтом із кетону С15Н31·CO·СН3

## Фізичні властивості
Температура плавлення 22 °C;
Температура кипіння 302,1 °C;
Густина — 0,778 (20 °C, відносно води при 4 °C);
Тиск пари (в мм рт.ст.): 1 (117 °C); 10 (162 °C); 40 (195,9 °C); 100 (223,3 °C); 400 (273,8 °C);

## Ізомерія
Теоретично можливо 24 894 ізомерів з таким числом атомів.